# Queso gouda

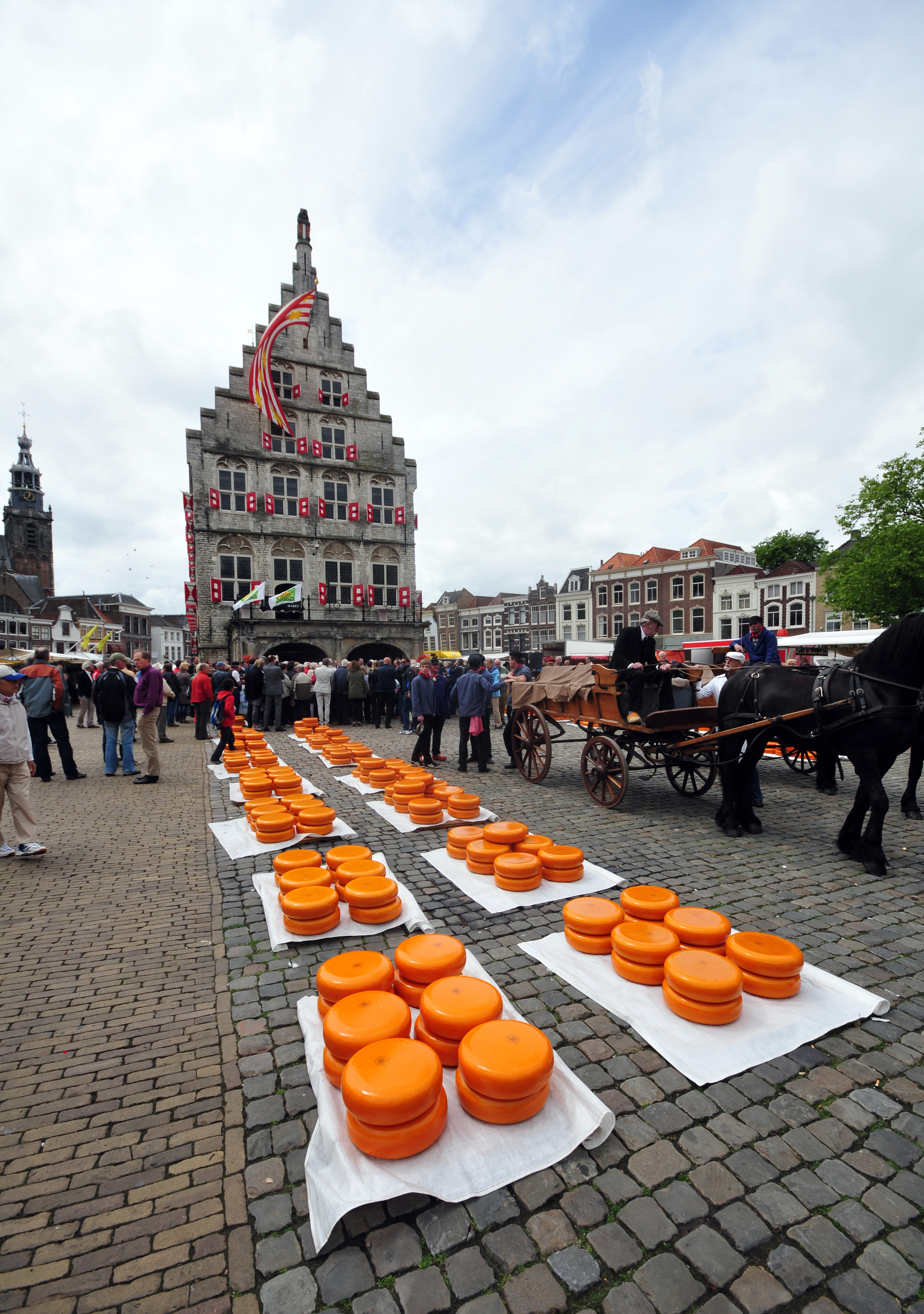

El gouda o gauda ( pronunciaciónⓘ ) es un queso neerlandés denominado así por la ciudad de Gouda. El término "gouda" es hoy en día un nombre genérico, que no está limitado a los quesos de origen neerlandés.
El término "Gouda Holland" ("gouda de Holanda") está registrado en la UE como una denominación de origen protegida. Lo curioso de esto es que la ciudad de Gouda está ubicada en la provincia de Holanda Meridional; sin embargo, los quesos del tipo gouda procedentes de Holanda Septentrional tienen mejor reputación por su calidad.

## Elaboración

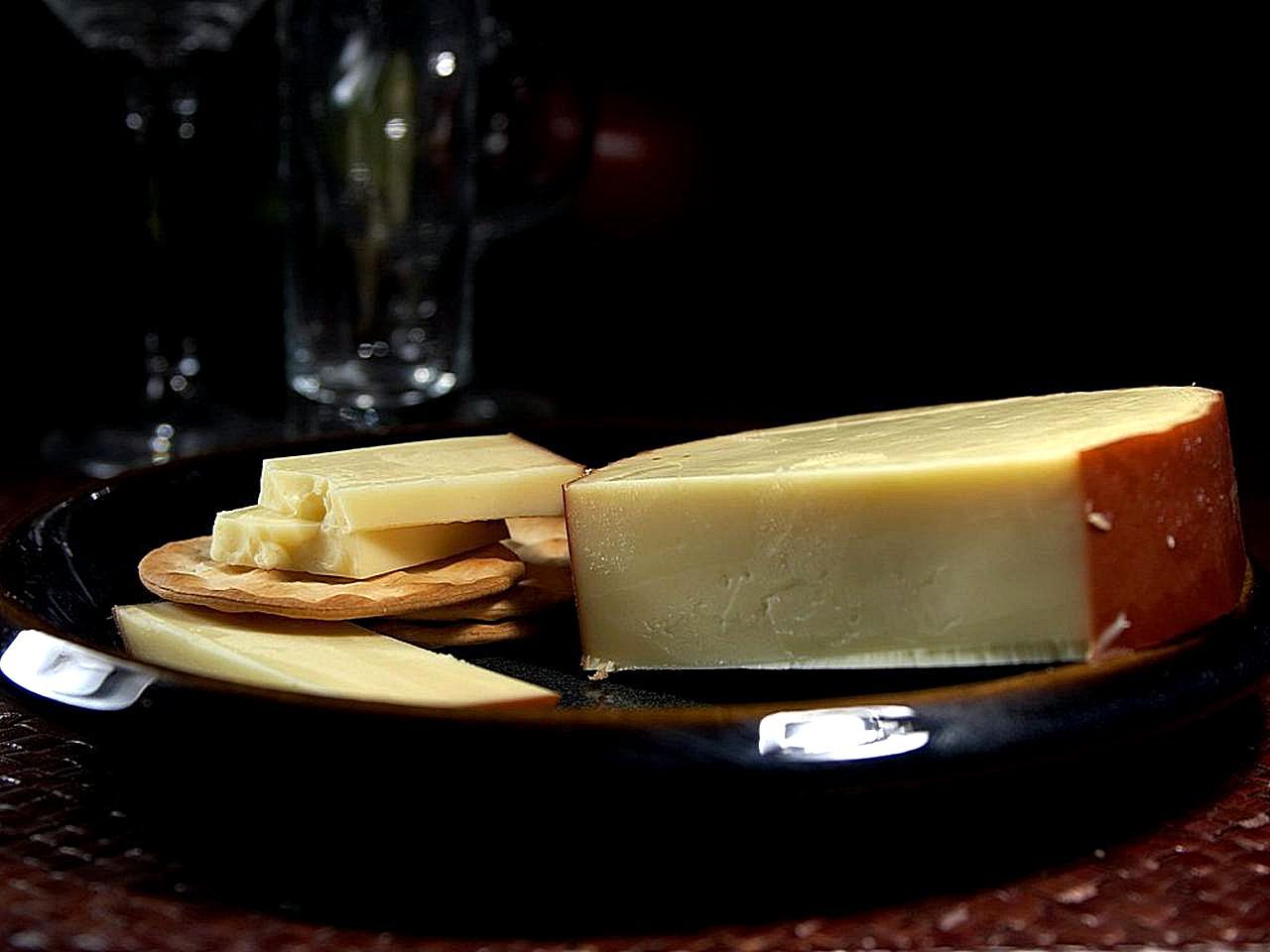
Queso gouda ahumado

El queso se elabora a partir de leche de vaca pasteurizada (salvo cuando se siguen las recetas tradicionales, con leche cruda), procesada y recalentada hasta que los cuajos se separan del suero. Aproximadamente el diez por ciento de la mezcla son cuajos, los cuales son presionados dentro de moldes circulares durante 4 a 8 horas.
Los moldes le dan al queso su forma tradicional. Enseguida, el queso es impregnado en salmuera que le da una corteza peculiar y enriquece su sabor. El queso se orea en el secadero y cuando se ha formado una corteza ligera, se lleva a la cámara de maduración donde pasa de mes a mes y medio.  Finalmente se encera la corteza; el gouda se suele vender semicurado (mínimo, dos meses) o envejecido, pudiendo alcanzar año y medio.

## Descripción
El gouda es un queso semiduro de forma cilíndrica con la superficie lateral convexa, formando una curva suave que une la superficie plana superior con la inferior. La relación altura-diámetro varía de 1/4 a 1/3 y el peso va de 2.5 a 30 kg. 
También puede presentarse en forma de bloque prismático con caras cuadradas o rectangulares de un peso de 10 kg como mínimo, o, finalmente, como un bloque prismático de caras rectangulares en las que la longitud del lado más largo es más del doble que la del lado más corto y un peso entre 2.5 y 5 kg.
Salvo el segundo formato indicado, que puede presentarse sin corteza, el resto de los gouda llevan una corteza dura seca o revestida de cera o de una suspensión plástica o de una película de aceite vegetal y color amarillento.
La pasta es de textura firme, puede cortarse fácilmente. Tiene color paja. Presenta ojos en número variable, distribuidos regular o irregularmente en el interior del queso, de forma más o menos redonda y tamaño variable desde el de la cabeza de un alfiler al de un guisante. 
Posee un sabor lácteo, poco salado y con notas butíricas. 
Se recomienda que el queso gouda no se consuma hasta que no tenga por lo menos cinco semanas de maduración para que haya alcanzado todas sus características.
Es muy popular en varios países fuera de los Países Bajos, especialmente en Venezuela. En dicho país se le conoce con el nombre de queso Torondoy (producto del fenómeno de vulgarización de marca) o simplemente como queso amarillo (en contraposición a los quesos frescos típicos del país conocidos como queso blanco). Por su parte, en Chile se le conoce como queso gauda y en Argentina como queso gouda (pronunciado gudá).

## Tipos de gouda
Los quesos gouda de exportación son usualmente una variedad más reciente (con un añejamiento de 1 y 6 meses, de color amarillo y de cubierta roja o amarilla de parafina). Localmente, se pueden encontrar quesos gouda añejos (madurados desde 12 hasta 18 meses, de un color entre naranja y amarillo, a veces distinguible por la cubierta negra que poseen). El gouda ahumado es común en muchas tiendas y supermercados.
También hay minigouda», pequeños quesos de forma cilíndrica de superficie lateral convexa formando una curva suave que une la superficie plana superior con la inferior. La relación altura-diámetro es de ½ aproximadamente. El peso oscila entre los 180 g y 1,5 kg. Se recomienda que el queso minigouda no se consuma hasta que no tenga tres semanas de maduración, para que haya alcanzado todas sus características.